# Барбара Оклі
Барбара Енн Оклі, до шлюбу Ґрім (*24 листопада 1955) — американська дослідниця, освітянка, викладачка, інженерка та письменниця, в минулому перекладачка та військовичка. Учасниця багатьох галузей досліджень, від STEM-підходу до освіти до навчальних практик. Співавторка та викладачка найпопулярнішого у світі онлайн-курсу «Навчаймось вчитись: Потужні розумові інструменти для опанування складних предметів» (англ. Learning How To Learn: Powerful mental tools to help you master tough subjects), доступного на Coursera та Prometheus. Професорка інженерії в Університеті Окленда.
Авторка книги «Навчитися вчитися. Як запустити свій мозок на повну» (англ. A Mind For Numbers: How to Excel at Math and Science (Even If You Flunked Algebra)), основні ідеї якої втілені також у популярному онлайн-курсі.

## Біографія
Народилася в Лоді, Каліфорнія, у 1955 році в сім'ї Альфреда і Констанс Ґрім. Батько перебував у повітряному корпусі армії США як пілот-бомбардувальник під час Другої світової війни. Після війни батько став лікарем-ветеринаром, а згодом отримав ступінь магістра з харчових технологій в MIT. Він очолив програму ВПС з розробки харчування для космонавтів. В дитистві Оклі часто переїжджала з сім'єю, тож встигла пожити у 10 різних місцях ще до того, як була в десятому класі.
Після закінчення школи Оклі пішла до армії США. Це дало їй змогу почати навчання в Університеті Вашингтону, де вона закінчила бакалаврат зі слов'янських мов і літератур. Оклі служила офіцеркою зв'язку в Німеччині протягом чотирьох років, досягнувши капітанського звання.
Після того, як її служба в армії закінчилася, Оклі вирішила кинути виклик собі та перевірити, чи зможе її мозок, більш звичний до вивчення мов, «перелаштуватися» на опанування математичних предметів. Вона обрала вивчення інженерії, щоб краще розуміти обладнання зв'язку, з яким працювала в армії.
Оклі здобула ступінь бакалавра електротехніки в Університеті Вашингтону в 1986 році. Під час навчання в університеті Оклі працювала перекладачкою з російської на радянських траулерах в Беринговому морі. Вона також написала книгу про свій досвід за цей час під назвою «Шерсть собаки: оповідки з борту російського траулера» (англ. Hair of the Dog: Tales from Aboard a Russian Trawler).
Наступним заняттям Оклі стала робота радіооператоркою на полярній станції Амундсена-Скотта в Антарктиці. Тут вона познайомилася з Філіпом і незабаром, 1 лютого 1984 року, одружилася. Подружжя має чотирьох дітей: двох доньок та двох усиновлених синів, які раніше були біженцями з Косово.
У 1989 році Оклі з родиною переїхала до Детройта. Деякий час вона працювала на компанію Ford, а потім почала відвідувати Оклендський університет, водночас здійснюючи роботу консультантки. У 1995 році здобула ступінь магістра в галузі електротехніки та обчислювальної техніки. Оклі продовжила освіту та здобула звання доктора наук в галузі системотехніки в 1998 році.

## Робота та дослідження
Оклі стала професоркою інженерії в Університеті Окленда в 1998 році, після здобуття ступеня доктора в галузі системотехніки. Вона продовжує роботу на кафедрі промислової та системної інженерії в Окленді.
Оклі бере участь у кількох напрямках досліджень. До них належать освіта STEM, інженерна освіта, загальне навчання, онлайн-навчання, MOOC та їх ефективність, а також дослідження емпатії та альтруїзму.
Крім того, вона надає консультації з питань реформування освіти, зокрема, співпрацює з урядом Бразилії.

### Навчаймось вчитись
Разом з професором нейронауки Террі Седжновскі Оклі є співавторкою та викладачкою онлайн-курсу «Навчаймось вчитись: Потужні розумові інструменти для опанування складних предметів» (англ. Learning How To Learn: Powerful mental tools to help you master tough subjects), доступного на платформі Coursera. Вперше курс стартував у серпні 2014 року, в жовтні того ж року та січні 2015 відбулися нові запуски, зараз він є доступним постійно. Курс здобув величезний успіх та неодноразово очолював рейтинги найпопулярніших онлайн-курсів та залишається серед лідерів. Зокрема, в 2018 році «Навчаймось вчитись» був на другому місці в переліку найпопулярніших курсів платформи Coursera. А згідно з рейтингом навчальних онлайн-платформ Online Course Report (2015), курс авторства Оклі та Седжновські очолює список найпопулярніших онлайн-курсів всіх часів. Від моменту першого запуску до курсу долучилися близько 1,2 мільйони слухачів по всьому світу.
Українською мовою курс було перекладено спільно з Українським інститутом майбутнього та за підтримки Центру інноваційної освіти Про. Світ в 2018 році, він є доступним на освітній платформі Prometheus.

## Публікації
Барбара Оклі також є авторкою книг на різні теми, деякі з яких отримали широке визнання.
Українською мовою було видано книгу-бестселер Навчитися вчитися. Як запустити свій мозок на повну (англ. A Mind For Numbers: How to Excel at Math and Science (Even If You Flunked Algebra)) (видавництво Наш Формат, 2018), основні ідеї якої поєднують її з популярним онлайн-курсом.
Перелік опублікованих праць Барбари Оклі:
- Learning How to Learn: How to Succeed in School Without Spending All Your Time Studying; A Guide for Kids and Teens, by Barbara Oakley and Terry Sejnowski, with Alistair McConville, Tarcher-Penguin, August 2018.
- A Mind for Numbers, by Barbara Oakley, Tarcher-Penguin, July 2014. A New York Times best-selling science book.[10]
- Practicing Sustainability, edited by Guruprasad Madhavan, Barbara Oakley, David Green, David Koon, and Penny Low. Springer, October, 2012. Selected for a 2013 Nautilus Silver Book Award.[11]
- Pathological Altruism Eds Barbara Oakley, Ariel Knafo, Guruprasad Madhavan, David Sloan Wilson, Oxford University Press, January 2012.[12]
- Cold-Blooded Kindness, by Barbara Oakley, Prometheus Books, April, 2011.[13]
- Career Development in Bioengineering and Biotechnology, Eds. Guruprasad Madhavan, Barbara Oakley, Luis Kun, Springer, 2008.[14]
- Evil Genes: Why Rome Fell, Hitler Rose, Enron Failed, and My Sister Stole My Mother's Boyfriend, by Barbara Oakley, Prometheus Books. October, 2007.[15]
- Hair of the Dog: Tales from Aboard a Russian Trawler, Barbara Oakley, WSU Press, 1996.[5]